# 2011-es Párizs–Roubaix-kerékpárverseny
A 2011-es Párizs–Roubaix-kerékpárverseny a 109. volt 1896 óta. 2011. április 10-én rendezték meg. A verseny része a 2011-es UCI World Tournak. Elsőként a belga Johan Vansummeren haladt át a célvonalon, második a svájci Fabian Cancellara, míg harmadik a holland Maarten Tjallingi lett.

## Végeredmény
|    | Versenyző                 | Csapat              | Idő                 |
| -- | ------------------------- | ------------------- | ------------------- |
| 1  | Johan Vansummeren (BEL)   | Team Garmin-Cervélo | 6:07:28             |
| 2  | Fabian Cancellara (SUI)   | Team Leopard Trek   | 6:07:47 (+00:00:19) |
| 3  | Maarten Tjallingi (NED)   | Rabobank            | 6:07:47 (+00:00:19) |
| 4  | Gregory Rast (SUI)        | Team RadioShack     | 6:07:47 (+00:00:19) |
| 5  | Lars Bak (DEN)            | HTC-Highroad        | 6:07:49 (+00:00:21) |
| 6  | Alessandro Ballan (ITA)   | BMC Racing Team     | 6:08:04 (+00:00:36) |
| 7  | Bernhard Eisel (AUT)      | HTC-Highroad        | 6:08:15 (+00:00:47) |
| 8  | Thor Hushovd (NOR)        | Team Garmin-Cervélo | 6:08:15 (+00:00:47) |
| 9  | Juan Antonio Flecha (ESP) | Sky Procycling      | 6:08:15 (+00:00:47) |
| 10 | Matthew Hayman (AUS)      | Sky Procycling      | 6:08:15 (+00:00:47) |

## Külső hivatkozások
- Hivatalos honlap